# Koltetraklorid
Koltetraklorid eller tetraklormetan (andra namn är Freon-10, Halon-104) är en färglös tung vätska med sötaktig doft. Den är inte brännbar (liksom liknande föreningar som används som släckningsmedia, halon). Koltetraklorid är giftig och skadar lever, njurar och centrala nervsystemet och är dessutom cancerframkallande. Dess specifika ozonuttunnande potential (ODP) är 1,1. Koltetraklorid löser många organiska föreningar och har därför haft användning som lösningsmedel. Då den är inert, lämpar den sig väl för radikalreaktioner och vissa typer av oxidationer. Den framställs ur koldisulfid genom klorering eller som biprodukt vid framställning av diklormetan och kloroform. Koltetraklorids användning har successivt minskats på grund av dess giftighet och miljöpåverkan. På grund av den geometriska symmetrin så är CCl4 opolärt.

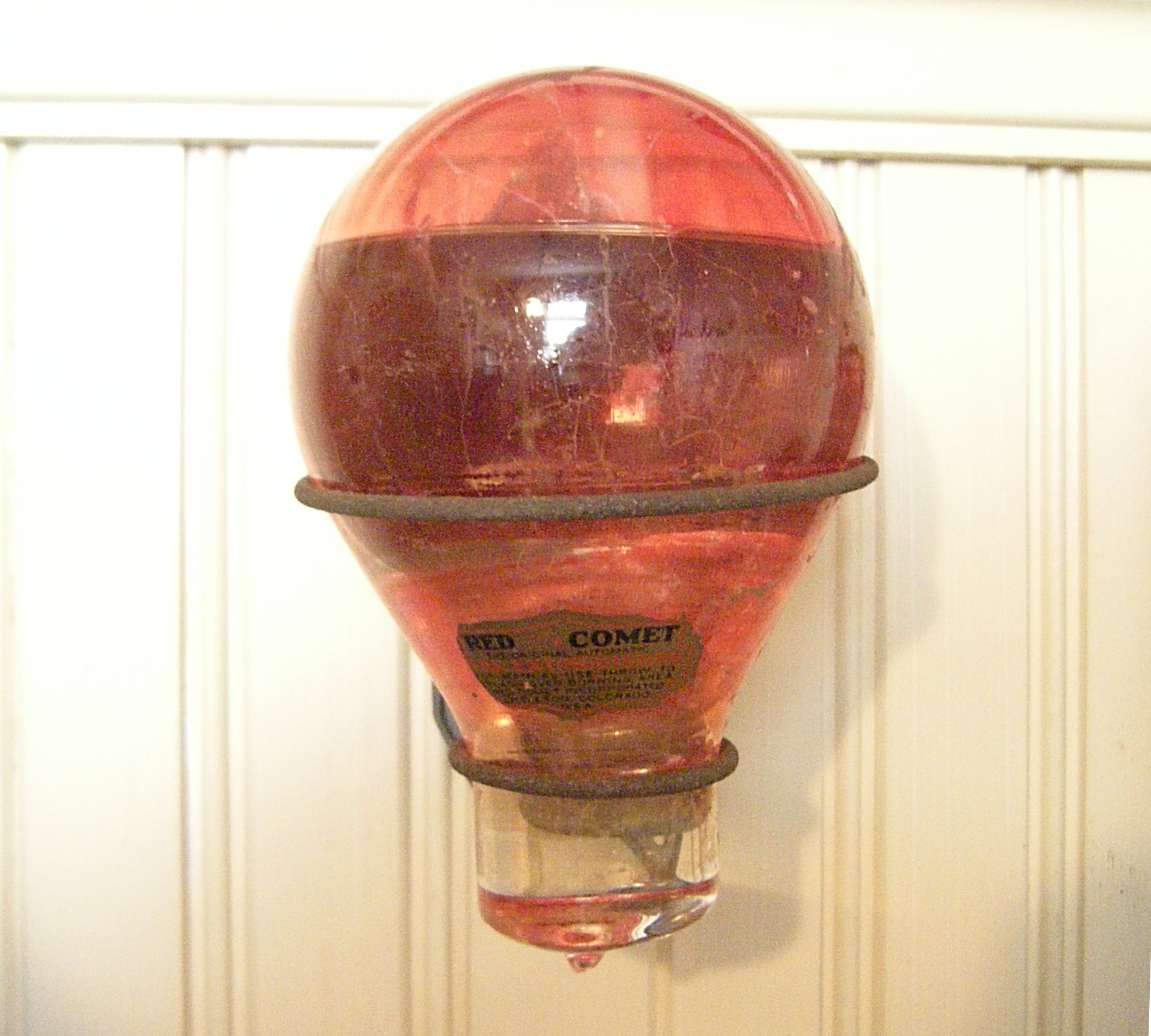
Brandsläckaren Red Comet var en glasblåsa fylld med koltetraklorid. När den kastades in i elden och sprack så förångades koltetrakloriden och kvävde elden.